# Portoryko na Letnich Igrzyskach Olimpijskich 2000
Portoryko na Letnich Igrzyskach Olimpijskich 2000 reprezentowało 29 zawodników, 23 mężczyzn i 6 kobiet.

## Skład kadry

### Boks
- Iván Calderón - waga papierowa (odpadł w 1 rundzie)
- Carlos Valcárcel - waga musza (odpadł w 1 rundzie)
- Orlando Cruz - waga kogucia (odpadł w 1 rundzie)
- Miguel Cotto - waga lekkopółśrednia (odpadł w 1 rundzie)
- Rubén Fuchú - waga półśrednia (odpadł w 1 rundzie)

### Gimnastyka
- Diego Lizardi

### Judo
- Melvin Méndez
- Carlos Méndez
- José Figueroa
- Carlos Santiago

### Lekkoatletyka
- Félix Omar Fernández, Osvaldo Nieves, Rogelio Pizarro, Jorge Richardson - sztafeta 4x100 m mężczyzn (odpadła w 1 rundzie eliminacji)
- Militza Castro, Beatriz Cruz, Sandra Moya, Maritza Salas - sztafeta 4x400 m kobiet (odpadła w 1 rundzie eliminacji)

### Pływanie
- Ricardo Busquets - 50 m stylem dowolnym mężczyzn (odpadł w półfinale)
- Andrew Livingston - 100 m stylem motylkowym mężczyzn (odpadł w eliminacjach)
- Andrew Livingston - 200 m stylem motylkowym mężczyzn (odpadł w półfinale)
- Arsenio López - 100 m stylem klasycznym mężczyzn (odpadł w eliminacjach)
- Arsenio López - 200 m stylem zmiennym mężczyzn (odpadł w eliminacjach)

### Podnoszenie ciężarów
- Ruth Rivera - kategoria do 69 kg kobiet (13. miejsce)

### Skoki do wody
- Angelique Rodriguez - trampolina - 3 m (27. miejsce)
- Angelique Rodriguez - platforma - 10 m (18. miejsce)

### Strzelectwo
- Roberto Carlo
- Ralph Rodríguez

### Szermierka
- Jonathan Peña

### Żeglarstwo
- Pedro Colón
- Quique Figueroa